# Larne Football Club
El Larne Football Club es un club de fútbol de Irlanda del Norte, con sede en Larne, Condado de Antrim. Fue fundado en 1889, y compite en la NIFL Premiership, máxima categoría del fútbol norirlandés.

## Historia
Fue fundado en el año 1889 en la ciudad de Larne. Desde 1972 a 2008 llegó a tener estatus de equipo profesional, pero se le fue revocado a semiprofesional luego de que no obtuviera un lugar en la nueva NIFL Premiership. El club recuperó su estatus de equipo profesional en 2016, cuando la NIFL Championship se convirtió en la segunda categoría del fútbol norirlandés en la temporada 2016-17.
El equipo fue finalista de la Copa de Irlanda del Norte en seis ocasiones (1928, 1935, 1987, 1989, 2005 y 2021), y de la Copa de la Liga de Irlanda del Norte en dos oportunidades (1991-92 y 2003-04), perdiéndolas todas, y es el equipo de Irlanda del Norte que ha llegado a más finales de copa sin haber ganado una.
Luego de la adquisición del club por parte del cofundador de Purplebricks, Kenny Bruce, en octubre de 2018, el club levantó el título de la segunda categoría, el NIFL Championship, en la temporada 2018-19. Este fue el primer título de liga profesional del club, su primer título de liga desde que ganó un título intermedio en 1972, y el primer honor profesional desde que consiguió la Copa Ulster en 1988. Esto aseguró el regreso a la máxima categoría por primera vez desde sufrir el descenso al segundo nivel en la temporada 2007-08, después de no cumplir con los criterios para la nueva NIFL Premiership.
En su cuarta temporada de regreso en la máxima categoría, el Larne ganó un histórico primer campeonato nacional en 2023, luego de una victoria por 2-0 sobre Crusaders en abril de 2023. Como resultado de esto, el club haría su primera aparición en la primera ronda clasificatoria de la Liga de Campeones de la UEFA 2023-24.

## Palmarés

### Torneos nacionales
- Liga de Irlanda del Norte (2): 2022-23, 2023-24
- Segunda División (1): 2018-19
- Copa Ulster (2): 1949-50, 1987-88
- Liga Intermedia (1): 1952-53
- Copa de la Liga Intermedia (3): 1942-43, 1958-59, 1969-70
- George Wilson Cup (6): 1958-59, 1959-60, 1968-69, 1970-71, 1977-78, 1978-79
- Louis Moore Cup (2): 1956-57 (compartido), 1958-59
- McElroy Cup (1): 1948-49
- Tercera División (10): 1954-55, 1956-57, 1963-64, 1964-65, 1965-66, 1966-67, 1968-69, 1969-70, 1970-71, 1971-72

### Torneos regionales
- County Antrim Shield (4): 2020-21, 2021-22, 2022-23, 2023-24
- Steel & Sons Cup (11): 1909-10, 1941-42, 1942-43, 1956-57, 1958-59, 1959-60, 1964-65, 1968-69, 1969-70, 1970-71, 1971-72

## Participación en competiciones de la UEFA
| Temporada | Torneo                        | Ronda              | Club              | Casa       | Visita | Global |
| --------- | ----------------------------- | ------------------ | ----------------- | ---------- | ------ | ------ |
| 2021–22   | UEFA Europa Conference League | 1° Clasificatoria  | Bala Town         | 1–0        | 1–0    | 2–0    |
| 2021–22   | UEFA Europa Conference League | 2° Clasificatoria  | Aarhus            | 2–1        | 1–1    | 3–2    |
| 2021–22   | UEFA Europa Conference League | 3° Clasificatoria  | Paços de Ferreira | 1–0        | 0–4    | 1−4    |
| 2022–23   | UEFA Europa Conference League | 1° Clasificatoria  | St. Joseph's      | 0–1        | 0–0    | 0–1    |
| 2023–24   | UEFA Champions League         | 1° Clasifiacatoria | HJK               | 2–2 (t.e.) | 0–1    | 2–3    |
| 2023–24   | UEFA Europa Conference League | 2° Clasifiacatoria | Ballkani          | 1–4        | 0–3    | 1–7    |